# その「おこだわり」、俺にもくれよ!!
『その「おこだわり」、俺にもくれよ!!』（そのおこだわり おれにもくれよ）は、清野とおるによる日本の漫画作品。『モーニング』（講談社）2014年25号（6月5日発売号）に読み切りとして掲載されてから、『月刊モーニングtwo』（同社刊）で2015年1月号から12月号まで連載。その後『モーニング』に移籍して2016年1号からおよそ月1回のペースで掲載され、2018年18号で完結した。
日常の暮らしの中で特にこだわる必要がない物・事柄についてこだわりを見せる人物、「おこわだり人」にスポットを当て、その「おこだわり」ぶりを漫画でレポートするという体裁のエッセー風漫画である。
2016年4月9日（4月8日深夜）から6月18日（6月17日深夜）までテレビ東京系列で同作を原作としたフェイクドキュメンタリードラマ番組『その「おこだわり」、私にもくれよ!!』（そのおこだわり わたしにもくれよ）が放送された。

## 書誌情報
- 清野とおる 『その「おこだわり」、俺にもくれよ!!』 講談社〈ワイドKC モーニング〉、全5巻
  1. 2015年6月23日発売、ISBN 978-4-06-388471-5
  2. 2016年2月19日発売、ISBN 978-4-06-337841-2
  3. 2016年11月22日発売、ISBN 978-4-06-388665-8
  4. 2017年8月23日発売、ISBN 978-4-06-337863-4
  5. 2018年7月23日発売、ISBN 978-4-06-511891-7

## テレビ版
『その「おこだわり」、私にもくれよ!!』（その おこだわり わたしにもくれよ）と題し、テレビ東京系列にて2016年4月9日から6月18日まで毎週土曜日の0時52分から1時23分（金曜日深夜）に放送された。全11話。『山田孝之の東京都北区赤羽』のスタッフによるフェイクドキュメンタリードラマで、松岡茉優が本人役で主演。実生活でも松岡と親交のある伊藤沙莉が本人役で共演する。

### 製作
松岡茉優と伊藤沙莉が本人役で主演する、フェイクドキュメンタリードラマとして製作された。彼女ら2人が司会を務め、上記漫画を原作としたテレビのバラエティー番組という設定で、原作と同じような趣味を持つ著名人をゲストに、その「おこだわり人」ぶりを披露してもらいつつ、松岡と伊藤の友情をドラマやインタビューで探る。このため、番組内では「このドキュメンタリーは、フィクションです。」との断り書きがある。

### あらすじ
映画、ドラマにバラエティ番組とさまざまな分野の仕事を器用にそつなくこなすマルチプレイヤーの松岡茉優は、新バラエティ番組『その「おこだわり」、私にもくれよ!!』のMCに起用される。松岡は親友でカメラ撮影担当の伊藤沙莉を引き連れて「他人にはなかなか理解できないけれど、本人は幸せになれるこだわりをもった人＝“おこだわり人（びと）”」のもとを突撃取材し、その実態を明らかにしていく。
第10話では、モーニング娘。'16 に加入するため、所属事務所を退社したことになっている。

### 登場人物

#### 主要人物
松岡茉優
演 - 松岡茉優（本人役）
新バラエティ番組『その「おこだわり」、私にもくれよ!!』のMC。
伊藤沙莉
演 - 伊藤沙莉（本人役）
松岡の親友。カメラ撮影担当。

### スタッフ
- 原案（原作） - 清野とおる『その「おこだわり」、俺にもくれよ!!』（月刊モーニングtwo連載中 / 講談社）
- 監督 - 松江哲明
- 音楽 - ナカザタロウ
- 脚本 - 竹村武司
- オープニングテーマ - SUPER BEAVER「人として」（[NOiD]／murffin discs）
- エンディングテーマ 
  - ナカザタロウ「みんな、おこだわってるかい？」
    - 作詞：匿名希望の42歳 / 作曲：ナカザタロウ

  - 松岡茉優&伊藤沙莉「ランブル」（第5話）
    - 作詞・作曲：松本素生

  - 松岡茉優「サヨナラのかわりに」（第10話）
    - 作詞・作曲：BANANA ICE
- 撮影・照明 - 中瀬慧
- プロデューサー - 川村庄子、山本晃久
- コンテンツプロデューサー - 大和健太郎、藤野慎也、武田由紀
- アシスタントプロデューサー - 今井絵梨奈
- 制作 - テレビ東京、C&I entertainment
- 製作著作 - 「その「おこだわり」、私にもくれよ!!」製作委員会

### 放送日程
| 回 | 放送日  | サブタイトル                           | ゲスト                                                             |
| -- | ------- | -------------------------------------- | ------------------------------------------------------------------ |
| 1  | 4月09日 | ポテサラの男                           | 笠井俊純                                                           |
| 2  | 4月16日 | 帰る男                                 | 戌井昭人                                                           |
| 3  | 4月23日 | 梅の男                                 | 大橋裕之                                                           |
| 4  | 4月30日 | ベランダの男                           | 左近洋一郎、大橋裕之、清野とおる                                   |
| 5  | 5月07日 | 映画の男                               | 斎藤工                                                             |
| 6  | 5月14日 | 少女漫画の男                           | 大倉士門                                                           |
| 7  | 5月21日 | さく男                                 | 古澤健、清野とおる                                                 |
| 8  | 5月28日 | おこだわりのない男                     | 八嶋智人                                                           |
| 9  | 6月04日 | おこだわりを見つけた女                 | 八嶋智人                                                           |
| 10 | 6月11日 | モー娘。の女                           | 保田圭、中澤裕子                                                   |
| 11 | 6月18日 | その「おこだわり」、私たちにもくれよ!! | モーニング娘。'16 笠井俊純、大橋裕之、左近洋一郎、斎藤工、八嶋智人 |

### 放送局
| 放送対象地域 | 放送局                    | 系列           | 放送曜日・時間               | 放送期間                      | 備考        |
| ------------ | ------------------------- | -------------- | ---------------------------- | ----------------------------- | ----------- |
| 関東広域圏   | テレビ東京（TX）          | テレビ東京系列 | 土曜 0:52 - 1:23（金曜深夜） | 2016年4月9日 - 6月18日        | 制作局      |
| 北海道       | テレビ北海道（TVh）       | テレビ東京系列 | 土曜 0:52 - 1:23（金曜深夜） | 2016年4月9日 - 6月18日        | 同時ネット  |
| 大阪府       | テレビ大阪（TVO）         | テレビ東京系列 | 土曜 0:52 - 1:23（金曜深夜） | 2016年4月9日 - 6月18日        | 同時ネット  |
| 福岡県       | TVQ九州放送（TVQ）        | テレビ東京系列 | 土曜 0:52 - 1:23（金曜深夜） | 2016年4月9日 - 6月18日        | 同時ネット  |
| 和歌山県     | テレビ和歌山（WTV）       | 独立局         | 土曜 23:30 - 翌0:00          | 2016年4月30日 - 7月9日        |             |
| 福島県       | テレビユー福島（TUF）     | TBS系列        | 土曜 1:25 - 1:55（金曜深夜） | 2016年6月11日 - 8月27日       |             |
| 愛知県       | テレビ愛知（TVA）         | テレビ東京系列 | 金曜 1:00 - 1:30（木曜深夜） | 2016年7月1日 - 9月9日         |             |
| 宮城県       | ミヤギテレビ（MMT）       | 日本テレビ系列 | 木曜 1:29 - 1:59（水曜深夜） | 2016年7月7日 - 9月22日        |             |
| 奈良県       | 奈良テレビ（TVN）         | 独立局         | 火曜 1:00 - 1:30（月曜深夜） | 2016年12月27日 - 2017年3月7日 |             |
| 熊本県       | テレビ熊本（TKU）         | フジテレビ系列 | 月曜 1:25 - 1:55（日曜深夜） | 2019年1月28日 - 4月29日       |             |
| 日本全域     | BS 日本映画専門チャンネル |                | 01:50 - 07:00（一挙放送）    | 2019年10月12日                | [ 5 ] [ 6 ] |